# (30938) Montmartre
(30938) Montmartre est un astéroïde de la ceinture principale.

## Description
(30938) Montmartre est un astéroïde de la ceinture principale. Il fut découvert par les astronomes Eric Walter Elst et Christian Pollas le 16 janvier 1994 à Caussols. Ses dénominations provisoires sont 1994 BB4 et 2000 SM91. Il présente une orbite caractérisée par un demi-grand axe de 2,623 UA, une excentricité de 0,111 et une inclinaison de 11,71° par rapport à l'écliptique.
Il fut nommé en hommage d'après la butte Montmartre, à Paris.

## Compléments